# Koko
L'emperador Kōkō (光孝天皇, Kōkō-tennō, 830 - 17 de setembre, 887), va ser el 58è emperador del Japó, segons l'ordre tradicional de successió.
Kōkō va regnar del 884 al 887.

## Narrativa tradicional
Abans de l'ascens de l'emperador al tron del crisantem, el seu nom (imina) era Tokiyasu Shinnō (時康親王) o Komatsu-tei. Més tard seria identificat de vegades com "l'Emperador de Komatsu". Això va fer que el posterior emperador Go-Komatsu adoptés aquest nom (go- que significa "més tard", per tant, "posterior emperador Komatsu" o "emperador Komatsu II").
Tokiyasu Shinnō va ser el tercer fill de l'emperador Ninmyō. La seva mare era Fujiwara no Sawako.
Kōkō va tenir quatre consorts imperials i 41 fills i filles imperials.

## Esdeveniments de la vida de Kōkō
El primer kampaku Fujiwara no Mototsune va influir en el procés pel qual Kōkō es va convertir en emperador. En el moment en què l'emperador Yōzei va ser deposat, el príncep Tokiyasu ja era governador d'Hitachi i primer ministre de cerimònies (Jibu-kyō, 治部卿).
Segons el relat de Kitabatake Chikafusa del segle XIV, Mototsune va resoldre el problema de la successió simplement anant a visitar Tokiyasu-shinnō, on el kampaku es va dirigir al príncep com a sobirà i va assignar guàrdies imperials. El príncep va indicar la seva acceptació entrant al palanquí imperial, que després el va conduir a la residència de l'emperador dins del palau. Curiosament, encara portava la túnica d'un príncep quan va decidir fer aquest viatge cap a un futur totalment inesperat.
- 4 de febrer de 884 (Gangyō 8, 4t dia del primer mes): l'any 8 del regnat de l'emperador Yōzei (陽成天皇八年), l'emperador va ser deposat; i els estudiosos van interpretar llavors que la successió (senso) va ser rebuda pel tercer fill de l'antic emperador Ninmyō, que llavors tenia 55 anys.[11]
- 23 de març de 884 (Gangyō 8, 23è dia del 2n mes): es diu que l'emperador Kōkō va accedir al tron (sokui).[12]
- 885 (Gangyō 9): el nom de l'era es va canviar en conseqüència l'any 885.[10]

Durant el seu regnat, Kōkō va reviure molts rituals i cerimònies antigues de la cort, i un exemple és l'excursió imperial de venda ambulant a Serikawa, que havia estat iniciada l'any 796 per l'emperador Kanmu. Aquest esdeveniment ritual va ser reviscut per Kōkō després d'un lapse de 50 anys.
- 11 de gener de 886 (Ninna 2, 14è dia del mes 12): Kōkō va viatjar a Seri-gawa per caçar amb falcons. Li agradava molt aquest tipus de caça, i sovint es dedicava a aquest tipus d'activitats.[13]
- 17 de setembre de 887 (Ninna 3, 26è dia del 8è mes) 仁和三年八月二十六日 -->: Kōkō va morir als 57 anys.[14]

Es coneix el lloc real de la tomba de Kōkō. Aquest emperador és venerat tradicionalment en un santuari sintoista commemoratiu (misasagi) a Kyoto.
L'Agència de la Casa Imperial designa aquest lloc com el mausoleu de Kōkō. Es diu formalment Kaguragaoka no Higashi no misasagi.

## Kugyō
Kugyō (公卿) és un terme col·lectiu per als pocs homes més poderosos units a la cort de l'emperador del Japó en èpoques pre-Meiji.
En general, aquest grup d'elit només incloïa de tres a quatre homes alhora. Aquests eren cortesans hereditaris l'experiència i els antecedents dels quals els haurien portat al cim de la carrera d'una vida. Durant el regnat de Kōkō, aquest àpex del Daijō-kan incloïa:
- Kampaku, Fujiwara no Mototsune (藤原基経) (Shōsen-kō, 昭宣公), 836–891.[7]
- Daijō-daijin, Fujiwara no Mototsune.[7]
- Sadaijin, Minamoto no Tōru (源融).
- Udaijin, Minamoto no Masaru (源多).
- Naidaijin (no nomenat)
- Dainagon, Fujiwara no Yoshiyo (藤原良世)
- Dainagon, Fujiwara no Fuyuo (藤原冬緒)

## Èpoques del regnat de Kōkō
Els anys del regnat de Kōkō s'identifiquen més específicament per més d'un nom d'època o nengō.
- Gangyō (877–885)
- Ninna (885–889)

## Consorts i fills
- Reina consort (més tard Kōtaigō): princesa Hanshi (團子女王; 833–900) més tard Toin-Kisaki (洞院后), filla del príncep imperial Nakano (fill de Kanmu) emperador
  - Primer fill: Minamoto no Motonaga (源元長; d. 883), va morir abans de la successió de l'emperador Kōkō
  - Dotzè fill: príncep imperial Koretada (是忠亲王子; 857–922)
  - Tretzè fill: príncep imperial Koresada (是贞亲王子; d. 903)
  - Quinzè fill: príncep imperial Sadami (定省亲王子) més tard Emperador Uda
  - Quarta filla: la princesa imperial Tadako (忠子内亲王子; 854–904), casada amb l'Emperador Seiwa Tennō
  - Cinquena filla: princesa imperial Kanshi (簡子内亲王子; d. 914)
  - Vuitena filla: princesa imperial Yasuko (遂子内亲王子; d. 925), casada amb l'Emperador Yōzei Tennō
  - Setzena filla: princesa imperial Ishi (為子内亲王子; d. 899), casada amb l'Emperador Daigo

- Consort (Nyōgo): Fujiwara no Kamiko (藤原佳美子; d. 898), filla de Fujiwara no Mototsune
- Consort (Nyōgo): Fujiwara no Genjiko (Fujiwara Genyoshiko), filla de Fujiwara no Yamakage
- Consort (Nyōgo): Taira no Motoko/Tōshi (対子), filla de Taira no Yoshikaze
- Tribunal (Koui): Shigeno no Naoko (m. 915)
  - Quarta filla: princesa imperial Shigeko (m. 916), 23a Saiō al Santuari d'Ise 884–887
- Tribunal (Koui): filla de Sanuki no Naganao
  - Novè fill: Minamoto no Motomi (m. 908)
- Tribunal (Koui): Fujiwara Motoko
- Senyora de la cort: Sugawara no Ruishi (Sugawara Ruishi), filla de Sugawara no Koreyoshi
- Senyora de la cort: la princesa Keishin, filla del príncep Masami
  - Setena filla: princesa imperial Bokushi (m. 903), 8a Saiin al Santuari Kamo 882–887
- Senyora de la cort: filla del clan Tajihi
  - Minamoto no Kanshi/Ayako (m. 908)
- Senyora de la cort: una filla del clan Fuse (filla del clan Fuse)
  - Dotzè fill: Shigemizu no Kiyozane (滋水清実), donat el nom de família "Shigemizu" per l'emperador (Shisei Kōka, 願氏氏) l'any 886
- Tribunal (Koui): filla de Kadomune Fujiwara, més tard es va casar amb Noboru Minamoto
  - Tretzè fill (fill adoptiu): Minamoto no Koreshige (源是盛; 886–941), fill de Minamoto no Noboru
- (de dones desconegudes)
  - Segon fill: Minamoto no Kaneyoshi (m. 879)
  - Tercer fill: Minamoto no Nazane
  - Quart fill: Minamoto no Atsuyuki
  - Cinquè fill: Minamoto no Seiyoshi
  - Sisè fill: Minamoto no Chikayoshi (m. 918)
  - Setè fill: Minamoto no Ototsune
  - Vuitè fill: Minamoto no Koretsune (nascut el 905)
  - Desè fill: Minamoto no Sadatsune (857–908)
  - Onzè fill: Minamoto no Narikage (Minamoto no Narikage)
  - Catorzè fill: **Setena filla: princesa imperial Bokushi (穆子内進王; d. 903), 8è Saiin al Santuari Kamo 882–887
- Senyora de la cort: filla del clan Tajihi
  - Minamoto no Kanshi/Ayako (m. 908)
- Senyora de la cort: una filla del clan Fuse (filla del clan Fuse)
  - Dotzè fill: Shigemizu no Kiyozane (滋水清実), donat el nom de família "Shigemizu" per l'emperador (Shisei Kōka, 願氏氏) l'any 886
- Tribunal (Koui): filla de Kadomune Fujiwara, més tard es va casar amb Noboru Minamoto
  - Tretzè fill (fill adoptiu): Minamoto no Koreshige (源是盛; 886–941), fill de Minamoto no Noboru
- (de dones desconegudes)
  - Segon fill: Minamoto no Kaneyoshi (m. 879)
  - Tercer fill: Minamoto no Nazane
  - Quart fill: Minamoto no Atsuyuki
  - Cinquè fill: Minamoto no Seiyoshi
  - Sisè fill: Minamoto no Chikayoshi (m. 918)
  - Setè fill: Minamoto no Ototsune
  - Vuitè fill: Minamoto no Koretsune (nascut el 905)
  - Desè fill: Minamoto no Sadatsune (857–908)
  - Onzè fill: Minamoto no Narikage (Minamoto no Narikage)
  - Catorze S Minamoto no Kuninori (Les cròniques de Minamoto no Kuninori; d. 909)
  - Setze fill: Minamoto no Kosen
  - Disset fill: Minamoto no Tomosada
  - Primera filla: Minamoto no Osoko (源遅子)
  - Segona filla: Minamoto no Reishi (源丽子)
  - Tercera filla: Minamoto no Onshi/Kusuko (源音子/奇子; d. 919)
  - Sisena filla: Minamoto no Shushi (源崇子)
  - Setena filla: Minamoto no Renshi/Tsurako (源連子; d. 905)
  - Novena filla: Minamoto no Reishi (源礼子)
  - Desena filla: Minamoto no Saishi (源涼子; d. 886)
  - Onzena filla: Minamoto no Kaishi (元慶子)
  - Twelve Daughter: Minamoto no Mokushi (源黙子; d. 902)
  - Tretzena filla: Minamoto no Koreko (源是子)
  - Catorzena filla: Minamoto no Heishi (源奈子; d. 906)
  - Quinzena filla: Minamoto no Shinshi (源深子; d. 917)
  - Dissetena filla: Minamoto no Shūshi (源周子; d. 912)
  - Divuitena filla: Minamoto no Mitsuko (源密子)
  - Minamoto no Washi (源和子; d. 947), casat amb l'Emperador Daigo
  - Minamoto no Kenshi (Minamoto no Kenshi; d. 924)
  - Minamoto no Sayako (Font Hako)
  - Minamoto no Kaishi (Font de Tachyon; d. 910)
  - Minamoto no Zenshi (Minamoto no Zenshi)

## Poesia
L'emperador Kōkō és ben recordat per la seva poesia, i un dels seus waka va aparèixer a lOgura Hyakunin Isshu:
- Per tu, surto als camps de primavera i collir fulles joves |La neu em cau a les mans.
- Tu ets qui té la idea que hi ha molts problemes

Font Kokin Wakashū 1:21
Vegeu també, a la Viquipèdia anglesa

- Emperor Go-Komatsu
- Emperor of Japan
- List of Emperors of Japan
- Imperial cult